# Stărnița, Smolean
Stărnița (în bulgară Стърница) este un sat în comuna Banite, regiunea Smolean,  Bulgaria. 

## Demografie
Componența etnică a satului Stărnița
     Bulgari (98,56%)
     Nicio identificare (1,43%)
     Altele (0%)
La recensământul din 2011, populația satului Stărnița era de 348 locuitori. Din punct de vedere etnic, majoritatea locuitorilor (98,56%) erau bulgari. Pentru 1,43% din locuitori nu este cunoscută apartenența etnică.